# Dolichopus obscuripes
Dolichopus obscuripes är en tvåvingeart som beskrevs av Stackelberg 1925. Dolichopus obscuripes ingår i släktet Dolichopus och familjen styltflugor. Inga underarter finns listade i Catalogue of Life.